# Padaan (Japah)
Padaan is een bestuurslaag in het regentschap Blora van de provincie Midden-Java, Indonesië. Padaan telt 2327 inwoners (volkstelling 2010).